# Ludiano
Ludiano est une localité et une ancienne commune suisse du canton du Tessin, située dans le district de Blenio.
Elle a fusionné le 1er avril 2012 avec les communes de Malvaglia et Semione pour former la commune de Serravalle